# باري شيرمان
باري شيرمان (بالإنجليزية: Barry Sherman) هو كبير الإداريين التنفيذيين وشخصية أعمال كندي، ولد في 2 فبراير 1942 في تورونتو في كندا، وتوفي بنفس المكان في 15 ديسمبر 2017 بسبب اختناق.